# Diócesis de Campo Limpo
La diócesis de Campo Limpo (en latín: Dioecesis Campi Limpidi y en portugués: Diocese de Campo Limpo) es una circunscripción eclesiástica latina de la Iglesia católica en Brasil, sufragánea de la arquidiócesis de San Pablo. La diócesis tiene al obispo Valdir Jose de Castro, SSP como su ordinario desde el 14 de Sepriembre de 2022.

## Territorio y organización

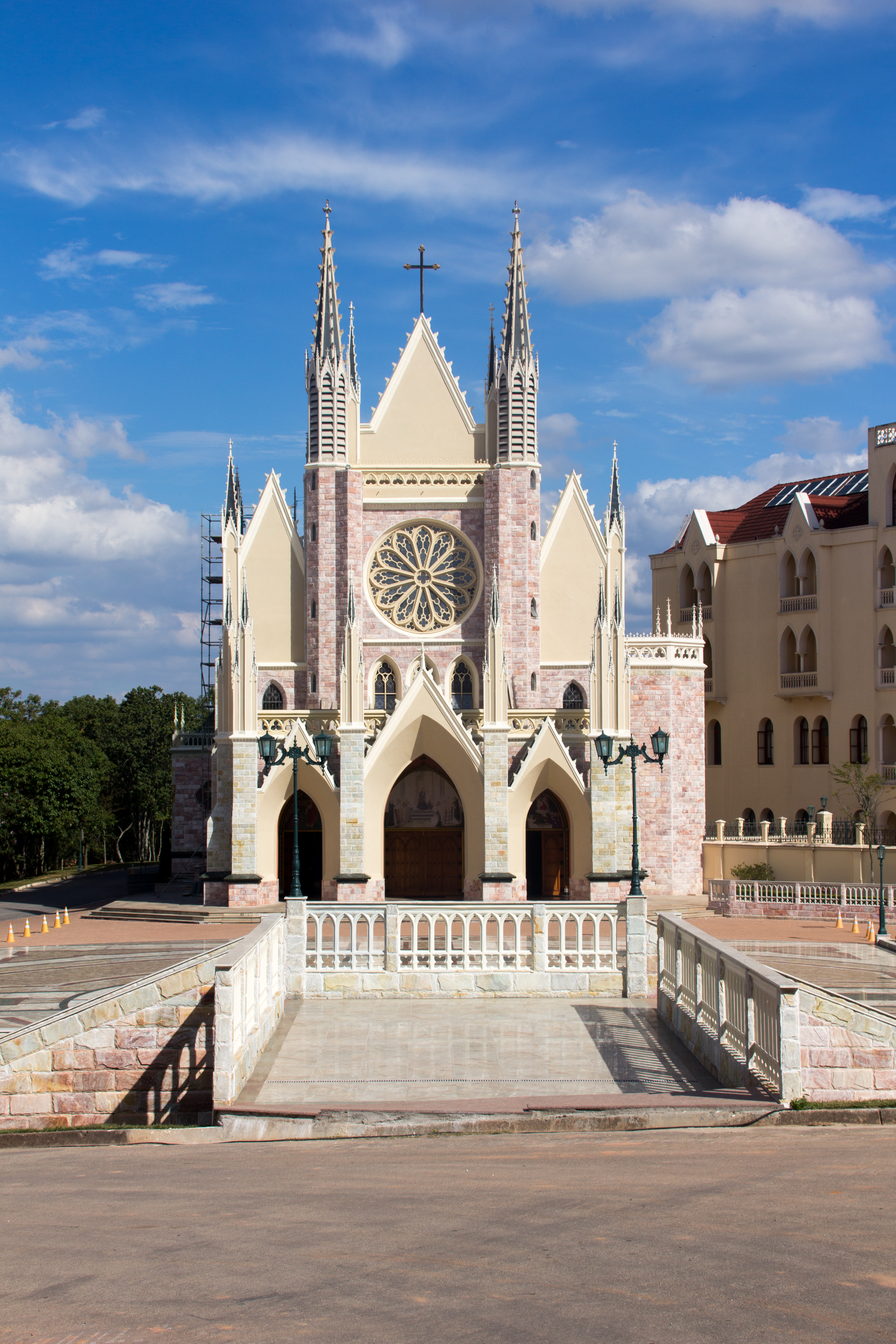
Basílica menor de Nuestra Señora del Rosario de Fátima, Embu das Artes

La diócesis tiene 1560 km² y extiende su jurisdicción sobre los fieles católicos de rito latino residentes en el estado de São Paulo en la periferia sur (Campo Limpo, Capão Redondo, Jardim Ângela, M'Boi Mirim, Morumbi, Piraporinha, Valo Velho y Vila Remo) y oeste (Caxingui, Ferreira, Jardim Peri Peri, Vila Sônia) del municipio de São Paulo, así como los municipios de Embu das Artes, Embu-Guaçu, Itapecerica da Serra, Juquitiba, São Lourenço da Serra y Taboão da Serra.
La sede de la diócesis se encuentra en el barrio de São Paulo llamado Campo Limpo (no confundir con la ciudad de Campo Limpo Paulista, que pertenece a la diócesis de Jundiaí). En el barrio de Campo Limpo se halla la Catedral de la Sagrada Familia. En Embu das Artes se encuentra la basílica menor de Nuestra Señora del Rosario de Fátima.
En 2019 en la diócesis existían 102 parroquias agrupadas en 3 regiones episcopales y 9 foranías.

## Historia
La diócesis fue erigida el 15 de marzo de 1989 con la bula Deo bene opitulante del papa Juan Pablo II, obteniendo el territorio de la arquidiócesis de San Pablo. La nueva diócesis incluía una de las regiones episcopales en que se dividía la arquidiócesis de San Pablo, a la que se anexaban las parroquias de San Lucas y San Pedro y San Pablo, que pertenecían respectivamente a las regiones episcopales paulistas de Lapa y del Centro.
El 21 de agosto de 1989 se revisaron nuevamente los límites entre la diócesis de Campo Limpo y la arquidiócesis de San Pablo, y esta última transfirió numerosas otras parroquias.
El 13 de septiembre de 1994, con la carta apostólica Notae sunt, el papa Juan Pablo II confirmó a la Sagrada Familia de Nazaret como patrona de la diócesis.

## Estadísticas
De acuerdo al Anuario Pontificio 2020 la diócesis tenía a fines de 2019 un total de 3 094 900 fieles bautizados.
| Año                                                                             | Población            | Población | Población      | Sacerdotes | Sacerdotes    | Sacerdotes    | Bautizados por sacerdote | Diáconos permanentes | Religiosos | Religiosos | Parroquias |
| Año                                                                             | Bautizados católicos | Total     | % de católicos | Total      | Clero secular | Clero regular | Bautizados por sacerdote | Diáconos permanentes | Varones    | Mujeres    | Parroquias |
| ------------------------------------------------------------------------------- | -------------------- | --------- | -------------- | ---------- | ------------- | ------------- | ------------------------ | -------------------- | ---------- | ---------- | ---------- |
| 1990                                                                            | 1 543 815            | 2 058 420 | 75.0           | 80         | 30            | 50            | 19 297                   |                      | 53         |            | 39         |
| 1999                                                                            | 2 332 000            | 2 565 000 | 90.9           | 87         | 47            | 40            | 26 804                   | 4                    | 43         | 350        | 59         |
| 2000                                                                            | 2 360 000            | 2 595 000 | 90.9           | 98         | 58            | 40            | 24 081                   | 4                    | 40         | 380        | 60         |
| 2001                                                                            | 2 600 000            | 2 850 000 | 91.2           | 115        | 67            | 48            | 22 608                   | 4                    | 48         | 415        | 67         |
| 2002                                                                            | 2 600 000            | 2 850 000 | 91.2           | 108        | 61            | 47            | 24 074                   | 4                    | 61         | 415        | 69         |
| 2003                                                                            | 2 600 000            | 2 850 000 | 91.2           | 125        | 76            | 49            | 20 800                   | 4                    | 64         | 454        | 72         |
| 2004                                                                            | 2 600 000            | 2 850 000 | 91.2           | 119        | 75            | 44            | 21 848                   | 8                    | 65         | 454        | 75         |
| 2006                                                                            | 2 697 000            | 2 950 000 | 91.4           | 159        | 99            | 60            | 16 962                   | 11                   | 78         | 454        | 82         |
| 2013                                                                            | 2 949 000            | 3 228 000 | 91.4           | 203        | 123           | 80            | 14 527                   | 23                   | 98         | 454        | 100        |
| 2016                                                                            | 3 022 000            | 3 309 000 | 91.3           | 220        | 130           | 90            | 13 736                   | 22                   | 108        | 454        | 100        |
| 2019                                                                            | 3 094 900            | 3 387 350 | 91.4           | 196        | 124           | 72            | 15 790                   | 27                   | 114        | 119        | 102        |
| Fuente: Catholic-Hierarchy, que a su vez toma los datos del Anuario Pontificio. |                      |           |                |            |               |               |                          |                      |            |            |            |

## Episcopologio
- Emílio Pignoli (15 de marzo de 1989-30 de julio de 2008 retirado)
- Luiz Antônio Guedes, desde el 30 de julio de 2008-14 de septiembre de 2022 retirado)